# 部落衝突：皇室戰爭
《部落衝突：皇室戰爭》，簡稱《皇室戰爭》，是一款免費增值的手机战略游戏。该游戏衍生自《部落衝突》，融合了交換卡片、塔防和MOBA等多种元素。游戏由芬蘭游戲公司Supercell研发，并于2016年3月2日全球发行。遊戲採用Q版畫風。

## 玩法
這是一款以卡牌對戰為主的遊戲，玩家自行組合牌組(8張卡牌)，進行聯機對戰，對戰獲勝可以獲得獎盃（僅限1v1）、金幣及寶箱；戰敗則會扣除獎盃。對戰時己方位於螢幕下方，上方則為對手。雙方各有兩座皇家塔及一座國王塔。率先摧毀對方國王塔，或於對戰結束時摧毀較多皇家塔的一方獲勝（若雙方摧毀相同數量的皇家塔，則比較雙方血量多寡）。
遊戲中可獲得寶箱，每個寶箱內有隨機類型的卡牌，以及金幣、寶石、魔法外卡等。摧毀對手的皇家塔後，可獲得皇冠，收集一定的皇冠後可獲取皇冠寶箱。一次更新後，如果對戰結束時己方的皇家塔未被破壞，亦能獲取皇冠。不同種類的寶箱，其中所含的資源及卡牌種類也不相同：越稀有的寶箱，獲得越稀有類型的卡牌機率越高，而各個寶箱獲得的機率和順序早在帳號建立之初便已決定好了，可以透過第三方程式或網頁來查詢。在2025年5月的更新移除了寶箱的倒數，可以直接拿到獎勵。
遊戲中，採用聖水機制，聖水的最大量為10。而玩家可利用比賽時的聖水來召喚並使用自己的卡牌，攻擊對手。卡牌依照性質分為軍隊、建築、法術三种，依照稀有度低到高分成普通、稀有、史詩、傳奇、英雄（出場後可花費聖水使用技能）五種。在某些卡牌的攻擊會造成特別效果，如停滯終止（閃電法師、雷電飛龍、冰雪精靈）、減速（雪球、地震法術、寒冰法師）、詛咒（女巫姥姥）、範圍持續傷害（毒藥法術、進化煙花射手）等，使遊戲玩法更加多變。

### 卡牌觉醒
2023年6月20日，《皇室战争》推出卡牌觉醒（中国大陆区则于2023年8月同步）。卡牌进化需要6张魔法碎片，觉醒是指讓原本卡牌在經過部署后蓄能，從而使特定輪次的部署的卡牌擁有特殊效果，例如提覺醒煙花在部署兩輪後的第三輪有持續傷害等等。
每个卡组中有一个觉醒槽，国王等级到达31后，则有两个觉醒槽。觉醒卡牌必须放入觉醒槽位才能激活觉醒。觉醒机制为游戏带来了更加丰富的对决，但也因为不平衡等原因受到诟病。

### 皇家塔部队
2024年1月1日（主題季第55季），《皇室戰爭》發布皇家塔部隊卡牌類型。這種卡牌放置於牌組中新設的專屬卡槽，讓玩家選擇不同特性的皇家塔，帶來更豐富的玩法。原先的皇家塔成爲了普通稀有度的皇家塔公主、至今加入了史詩稀有度的砲兵、傳奇稀有度的飛刀女爵和传奇稀有度的皇家大厨。

### 天梯
傳奇征途共分為10級聯賽，最低為「精英聯盟賽I」，最高為「終極冠軍聯盟賽」，達到「終極冠軍聯盟賽」後會依照玩家在1到9階聯賽的勝率計算天梯評分，評分排名前1000名會進入名人堂，不管成績如何玩家都會在下一個賽季開始後重置到「精英聯盟賽I」，並且依照上一季聯盟賽階級，給予聯盟賽勝場加成。

### 部落
玩家可創建部落或加入部落，在部落內聊天、打友誼戰、捐卡及換卡。擁有足夠成員的部落每週都會自動參加為期七天的部落戰（前三天為訓練日，後四天為對戰日）。

### 部落戰
於2018年上線。部落戰主要分為「訓練日」和「對戰日」。在訓練日和對戰日會有3種不同模式的對戰，玩家可自行選擇四組卡牌對戰。2020年8月更新之後，部落戰II全面取代原有的部落戰。分為訓練日和對戰日，每個部落擁有自己的部落戰船。2021年6月8日，部落戰II迎來小改版。其玩法延續至今。

### 挑戰
挑戰模式使用相同等級為11的卡牌，勝場越多獎勵越多，累計戰敗三場挑戰結束（有些挑戰可花費寶石獲得重新一次的挑戰機會，即清空敗場）。例如：經典挑戰、終極挑戰、超級選卡挑戰、CRL20勝挑戰。

## 職業聯賽
- 台灣甲組電競聯賽（皇室戰爭）

## 发行
起源
《部落冲突：皇室战争》在2011年开始立项，和《部落冲突》在一样的时间。团队考虑到重新设计世界观的工作量，决定套用《部落冲突》世界观。相比于《部落冲突》无数种变化多端的阵型，强调玩家间异步攻守的乐趣，《部落冲突：皇室战争》更在乎实时卡牌间的对战，更强调竞技的意味。
发布
2016年1月4日，游戏在加拿大、香港、澳大利亚、瑞典、挪威、丹麦、冰岛、芬兰和新西兰进行iOS平台上的提前放出。同年2月16日，游戏在以上地区进行安卓平台上以APK的形式提前放出。两个平台在2016年3月2日同时进行全球发行。
发行期间，皇室战争在美国区苹果应用商店成为下载榜总榜的冠军。